# Pohár vítězů pohárů 1992/1993
Sezóna 1992/93 Poháru vítězů pohárů byla 33. ročníkem tohoto poháru. Vítězem se stal tým Parma FC, přemožitel pražské Sparty ve čtvrtfinále soutěže.

## Předkolo
| Tým #1        | Celk.  | Tým #2              | 1. zápas | 2. zápas |
| ------------- | ------ | ------------------- | -------- | -------- |
| NK Maribor    | 5 - 2  | Ħamrun Spartans FC  | 4 - 0    | 1 - 2    |
| Strømsgodset  | 0 - 4  | Hapoel Petah Tikva  | 0 - 2    | 0 - 2    |
| Vaduz         | 1 - 12 | FK Černomorec Oděsa | 0 - 5    | 1 - 7    |
| Avenir Beggen | 2 - 1  | B36 Tórshavn        | 1 - 0    | 1 - 1    |

## První kolo
| Tým #1               | Celk.           | Tým #2              | 1. zápas | 2. zápas |
| -------------------- | --------------- | ------------------- | -------- | -------- |
| Miedź Legnica        | 0 - 1           | Monaco              | 0 - 1    | 0 - 0    |
| Olympiakos Pireus FC | 3 - 1           | FK Černomorec Oděsa | 0 - 1    | 3 - 0    |
| Trabzonspor          | 4 - 2           | TPS                 | 2 - 0    | 2 - 2    |
| NK Maribor           | 1 - 9           | Atlético Madrid     | 0 - 3    | 1 - 6    |
| Werder Bremen        | 4 - 3           | Hannover 96         | 3 - 1    | 1 - 2    |
| Airdrieonians FC     | 1 - 3           | Sparta Praha        | 0 - 1    | 1 - 2    |
| Parma FC             | 2 - 1           | Újpest              | 1 - 0    | 1 - 1    |
| Valur                | 0 - 3           | Boavista            | 0 - 0    | 0 - 3    |
| PFK Levski Sofia     | 2 - 2(v)        | Luzern              | 2 - 1    | 0 - 1    |
| Feyenoord            | 2(v) - 2        | Hapoel Petah Tikva  | 1 - 0    | 1 - 2    |
| FK Spartak Moskva    | 5 - 1           | Avenir Beggen       | 0 - 0    | 5 - 1    |
| Liverpool            | 8 - 2           | Apollon Limassol    | 6 - 1    | 2 - 1    |
| Cardiff City FC      | 1 - 3           | Admira Wacker       | 1 - 1    | 0 - 2    |
| Glenavon FC          | 2 - 2 (1-3 pen) | Royal Antwerp       | 1 - 1    | 1 - 1    |
| AIK Stockholm        | 4 - 4(v)        | Aarhus GF           | 3 - 3    | 1 - 1    |
| Bohemians Dublin     | 0 - 4           | FC Steaua București | 0 - 0    | 0 - 4    |

## Druhé kolo
| Tým #1            | Celk.    | Tým #2               | 1. zápas | 2. zápas      |
| ----------------- | -------- | -------------------- | -------- | ------------- |
| Monaco            | 0 - 1    | Olympiakos Pireus FC | 0 - 1    | 0 - 0         |
| Trabzonspor       | 0 - 2    | Atlético Madrid      | 0 - 2    | 0 - 0         |
| Werder Bremen     | 2 - 4    | Sparta Praha         | 2 - 3    | 0 - 1         |
| Parma FC          | 2 - 0    | Boavista             | 0 - 0    | 2 - 0         |
| Luzern            | 2 - 4    | Feyenoord            | 1 - 0    | 1 - 4         |
| FK Spartak Moskva | 6 - 2    | Liverpool            | 4 - 2    | 2 - 0         |
| Admira Wacker     | 6 - 7    | Royal Antwerp        | 2 - 4    | 4 - 3(prodl.) |
| Aarhus GF         | 4 - 4(v) | FC Steaua București  | 3 - 2    | 1 - 2         |

## Čtvrtfinále
| Tým #1               | Celk.    | Tým #2              | 1. zápas | 2. zápas |
| -------------------- | -------- | ------------------- | -------- | -------- |
| Olympiakos Pireus FC | 2 - 4    | Atlético Madrid     | 1 - 1    | 1 - 3    |
| Sparta Praha         | 0 - 2    | Parma FC            | 0 - 0    | 0 - 2    |
| Feyenoord            | 1 - 4    | FK Spartak Moskva   | 0 - 1    | 1 - 3    |
| Royal Antwerp        | 1(v) - 1 | FC Steaua București | 0 - 0    | 1 - 1    |

## Semifinále
| Tým #1            | Celk.    | Tým #2        | 1. zápas | 2. zápas |
| ----------------- | -------- | ------------- | -------- | -------- |
| Atlético Madrid   | 2 - 2(v) | Parma FC      | 1 - 2    | 1 - 0    |
| FK Spartak Moskva | 2 - 3    | Royal Antwerp | 1 - 0    | 1 - 3    |

## Finále
| 12. května 1993                                            |       |                       |                                                                                   |
| Parma FC                                                   | 3 – 1 | Royal Antwerp         | Stadion Wembley, Londýn diváci: 37 393 rozhodčí: Karl-Josef Assenmacher (Germany) |
| Lorenzo Minotti 9' Alessandro Melli 30' Stefano Cuoghi 84' |       | Francis Severeyns 11' | Stadion Wembley, Londýn diváci: 37 393 rozhodčí: Karl-Josef Assenmacher (Germany) |

## Vítěz
| Pohár vítězů pohárů 1992/93 Parma FC Marco Ballotta, Lorenzo Minotti , Luigi Apolloni, Georges Grün, Antonio Benarrivo, Tomas Brolin, Marco Osio, Alberto Di Chiara, Stefano Cuoghi, Daniele Zoratto, Alessandro Melli, Fausto Pizzi, Gabriele Pin Trenér: Nevio Scala |